# Амазонский испанский язык
Амазонский испанский язык (исп. español amazónico), или испанский в джунглях (исп. español de la selva); Amazonic Spanish, Jungle Spanish, Loreto-Ucayali) — разновидность испанского языка, на которой говорят на территориях рек Лорето и Укаяли регионов Лорето и Укаяли в Перу.
Амазонский испанский иногда классифицируется как отдельный язык от стандартного испанского и имеет свой собственный код ISO 639-3: spq.